# Shoebox house

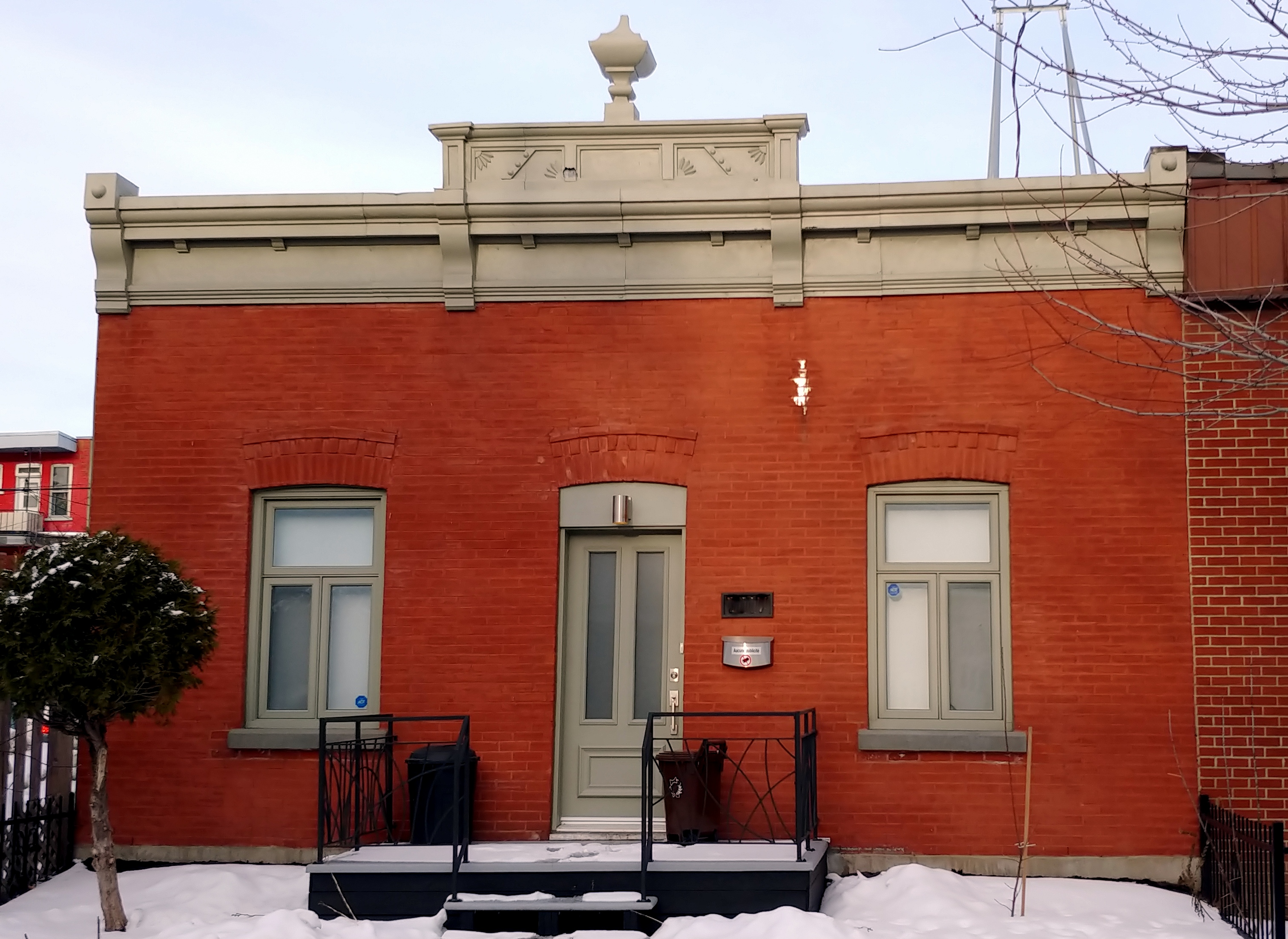
Maison de style Shoebox à Montréal

Les shoebox houses ou maisons de type shoebox (boîtes à chaussures) sont de petites maisons typiques, dispersées dans différents quartiers au Québec. La plupart d’entre elles ont été construites au début du XXe siècle. Témoignant de l'essor industriel de la ville, elles logeaient des familles d’ouvriers qui quittaient des quartiers insalubres afin de devenir propriétaires.

## Description
Les maisons shoebox sont créées entre la fin du XIXe siècle et le début du XXe siècle, dans un contexte de transformation lié à l'industrialisation.
« Même si ce n’est pas de la grande architecture, ces maisons comportent un intérêt patrimonial, souligne David B. Hanna, professeur associé en urbanisme à l’Université du Québec à Montréal (UQAM). Elles représentent l’affranchissement de la classe ouvrière à la fin du XIXe siècle, qui était désormais libre d’acheter un petit lopin de terre. »
« Ces habitations furent les pionnières des arrondissements qui, à l’époque, n’étaient que des banlieues. C’est pour cela qu'on les retrouve dispersées un peu partout sur le territoire de Montréal. Vers les années 1890, les trains de banlieue et le tramway créent un rayonnement de la ville, car avant cela les développements se faisaient rue par rue. Certains ouvriers décident alors de construire, parfois eux-mêmes, leur maison, souvent loin de leur lieu de travail. »
Cette maison unifamiliale de petit gabarit à un seul étage est aussi associée aux maisons de type boom town (ville champignon). La popularité de la maison tient à ce gain d'espace, combiné à un faible coût de construction.
La maison "shoebox" est construite en bois, fabriquée en gros madriers de bois, pièce sur pièce (à la façon rurale) et enveloppée de briques (à la façon urbaine) pour protéger contre le feu. Elles peuvent parfois disposer d'un minuscule jardin à l'avant et d'une petite cour à l'arrière. Sur le plan architectural, elle se distingue par un toit plat, un seul étage, un petit volume intérieur, une porte située au centre de la façade, encadrée par deux fenêtres, avec souvent un petit balcon surmonté d'une marquise ainsi qu'une corniche décorative. Il n'y a généralement pas de sous-sol, à l'exception d'un vide sanitaire.
Si l'on ne connait pas le nombre exact de maisons de ce type dans Montréal, certains arrondissements comme Rosemont-La Petite-patrie en recensent plus de 560.

## Préservation
Au cours des dernières années, plusieurs maisons de type shoebox ont été démolies. certains matériaux de construction ont mal vieilli et de nombreuses mises aux normes sont trop onéreuses et dissuadent parfois les propriétaires de les rénover ou de les conserver. On les remplace la plupart du temps par des immeubles, un investissement rentable pour les promoteurs immobiliers. Cette situation qui inquiète Héritage Montréal. «Héritage Montréal souhaite que la Ville mette en place un régime intérimaire de protection afin de permettre aux experts d’effectuer l’inventaire des propriétés de type "shoebox" sur l’ensemble du territoire et de réfléchir à des modalités de protection de ces maisons emblématiques d’une période importante de l’histoire de Montréal » 
Plusieurs associations et organismes publics ont entamé des démarches en vue de sauvegarder ces maisonnettes, autant comme témoignage du passé architectural que de l'empreinte du développement économique et social de la ville.

## Classification
Avec le temps, les maisons shoebox ont dû faire l'objet d'entretiens qui leur ont quelquefois perdre leurs attraits architecturaux. La Ville de Montréal a établi une classification pour départager les shoebox selon leur degré de préservation. La classification va de 1 à 3, du moins d'attraits au plus d'attraits.

Exemples des classifications dans le quartier Rosemont-La Petite-Patrie
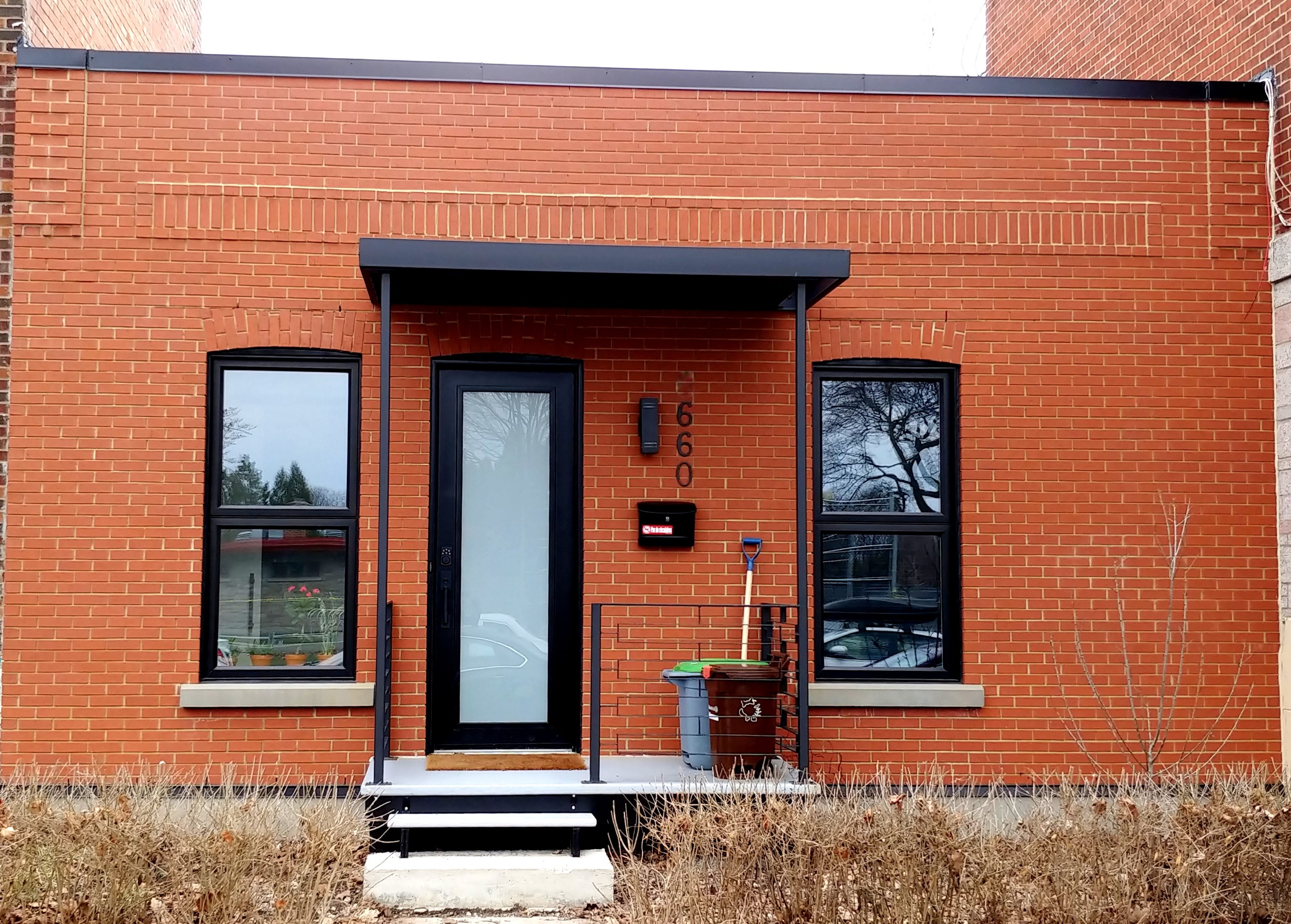
Classification de niveau 1
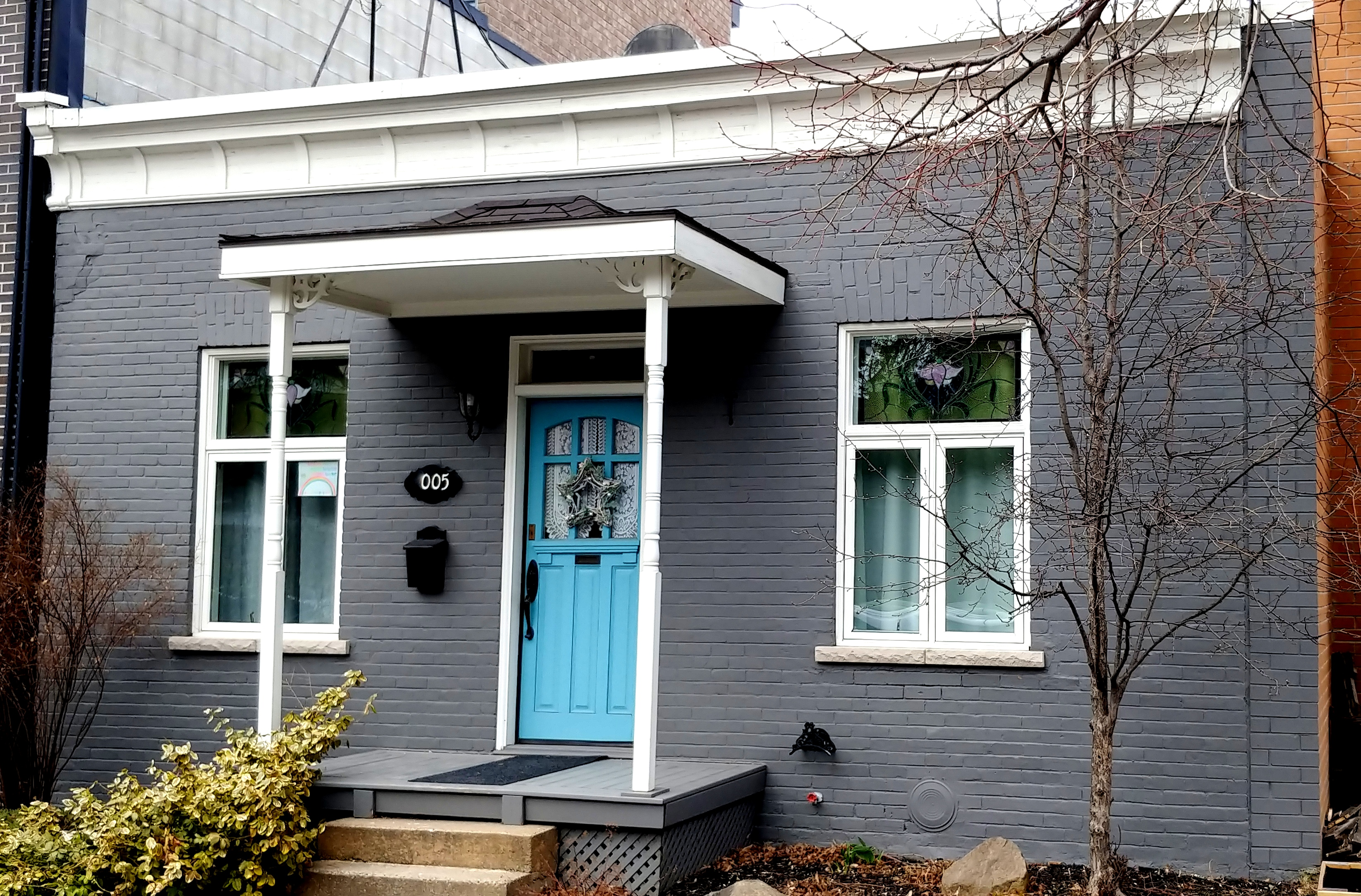
Classification de niveau 2
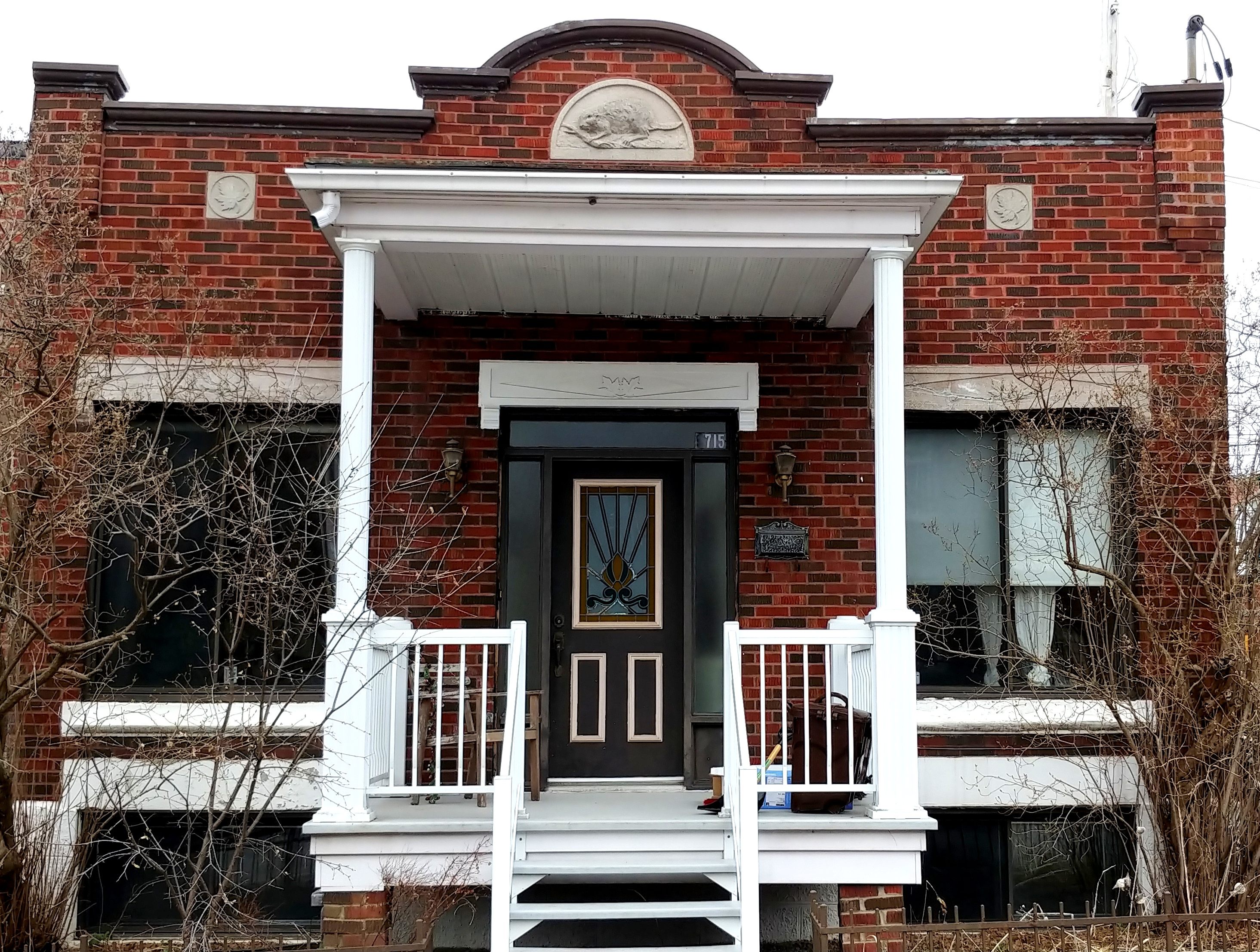
Classification de niveau 3

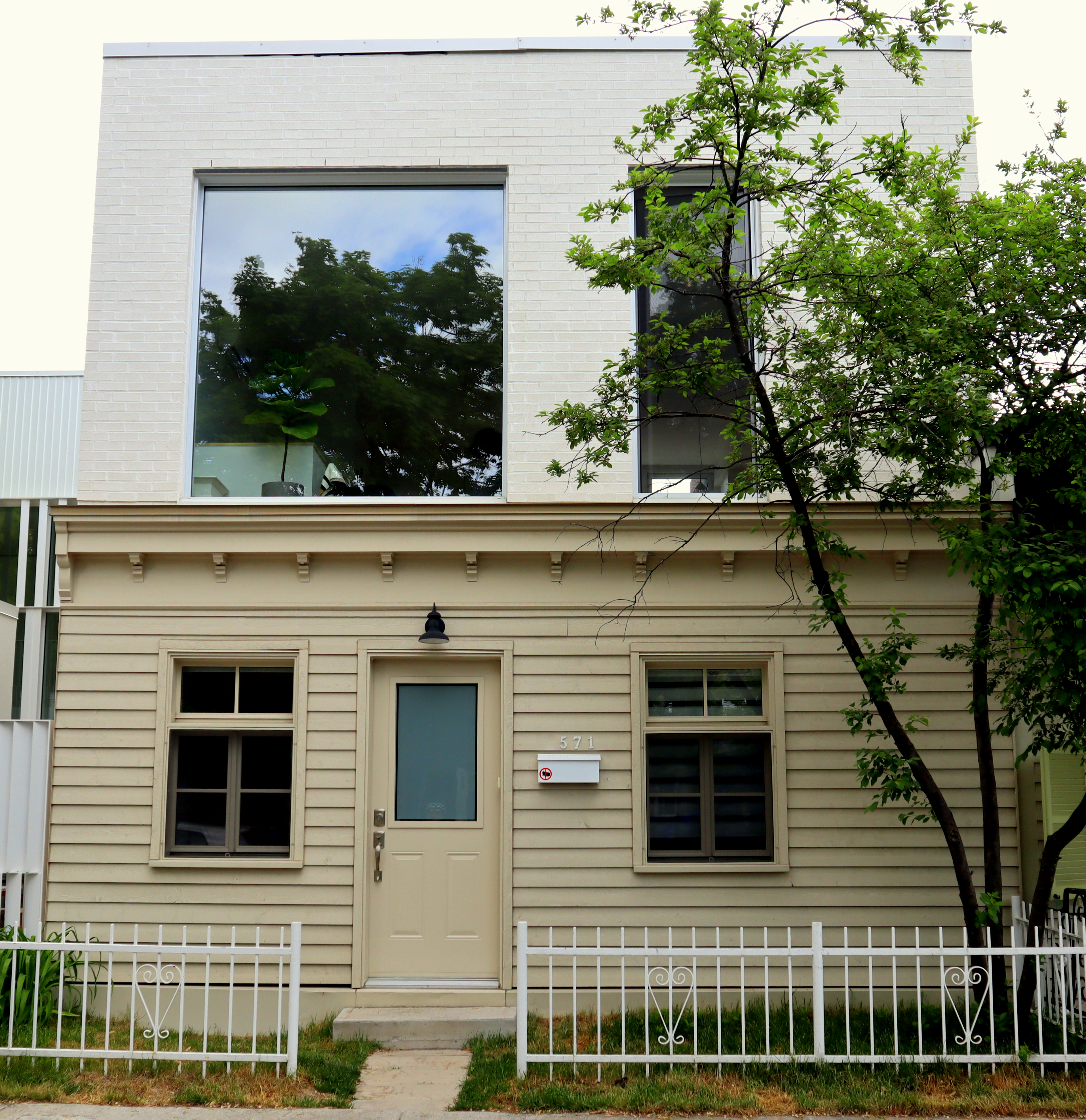
Agrandissement d'une maison shoebox avec l'ajout d'un étage.

La classification sert également de facteur décisionnel pour les demandes d'agrandissement ou de changements. Plusieurs maisons shoebox ont été agrandies par le passé par l'ajout d'un étage. Ces modifications sont désormais encadrées de manières plus stricte depuis l'arrivée de l'administration Plante.